# Pangonius
Pangonius is een geslacht van vliegen uit de familie van de dazen (Tabanidae).

## Soorten
- Pangonius affinis Loew, 1859
- Pangonius brancoi Dias, 1984
- Pangonius brevicornis Krober, 1921
- Pangonius dimidiatus Loew, 1859
- Pangonius escalarae Strobl, 1906
- Pangonius ferrugineus (Meigen, 1804)
- Pangonius fulvipes Loew, 1859
- Pangonius fumidus Loew, 1859
- Pangonius funebris Macquart, 1846
- Pangonius granatensis Strobl, 1906
- Pangonius griseipennis Loew, 1859
- Pangonius haustellatus Fabricius, 1781
- Pangonius hermanni Krober, 1921
- Pangonius mauritanus (Linnaeus, 1767)
- Pangonius micans Meigen, 1820
- Pangonius obscuratus Loew, 1859
- Pangonius pyritosus Loew, 1859
- Pangonius rhynchocephalus Krober, 1921
- Pangonius sobradieli Seguy, 1934
- Pangonius striatus Szilady, 1923
- Pangonius variegatus Fabricius, 1805